# ويليام مانويل جونسون
ويليام مانويل جونسون (بالإنجليزية: William Manuel Johnson)‏ هو عازف جاز أمريكي، ولد في 10 أغسطس 1872 في تالاديغا في الولايات المتحدة، وتوفي في 3 ديسمبر 1972 في نيو براونفيلز في الولايات المتحدة.

## وصلات خارجية
- ويليام مانويل جونسون على موقع ميوزك برينز (الإنجليزية)
- ويليام مانويل جونسون على موقع أول ميوزيك (الإنجليزية)
- ويليام مانويل جونسون على موقع ديسكوغز (الإنجليزية)